# Campeonato Mundial de Ciclismo em Estrada de 1976
Os Campeonatos do mundo de ciclismo em estrada de 1976 celebrou-se no circuito italiano de Ostuni em 5 de setembro e 6 de setembro de 1976. Ao ser ano olímpico, todos os eventos olímpicos serviram como campeonatos do mundo, deixando só a corrida profissional de estrada e a prova feminina por se disputar.

## Resultados
| Event                       | Ouro                                   | Ouro       | Prata                    | Prata | Bronze                    | Bronze |
| --------------------------- | -------------------------------------- | ---------- | ------------------------ | ----- | ------------------------- | ------ |
| Provas masculinas           |                                        |            |                          |       |                           |        |
| Homens - corrida em linha   | Freddy Maertens · Bélgica              | 7.06'10"   | Francesco Moser · Itália | m.t.  | Tino Conti · Itália       | +11"   |
| Provas femininas            |                                        |            |                          |       |                           |        |
| Mulheres - corrida em linha | Keetie van Oosten-Hage · Países Baixos | 1h 39' 14" | Luigina Bissoli · Itália | m.t.  | Yvonne Reynders · Bélgica | m.t.   |